# Sphenomorphus nigrolabris
Sphenomorphus nigrolabris är en ödleart som beskrevs av  Günther 1873. Sphenomorphus nigrolabris ingår i släktet Sphenomorphus och familjen skinkar. Inga underarter finns listade i Catalogue of Life.